# Gorg (Badalona)

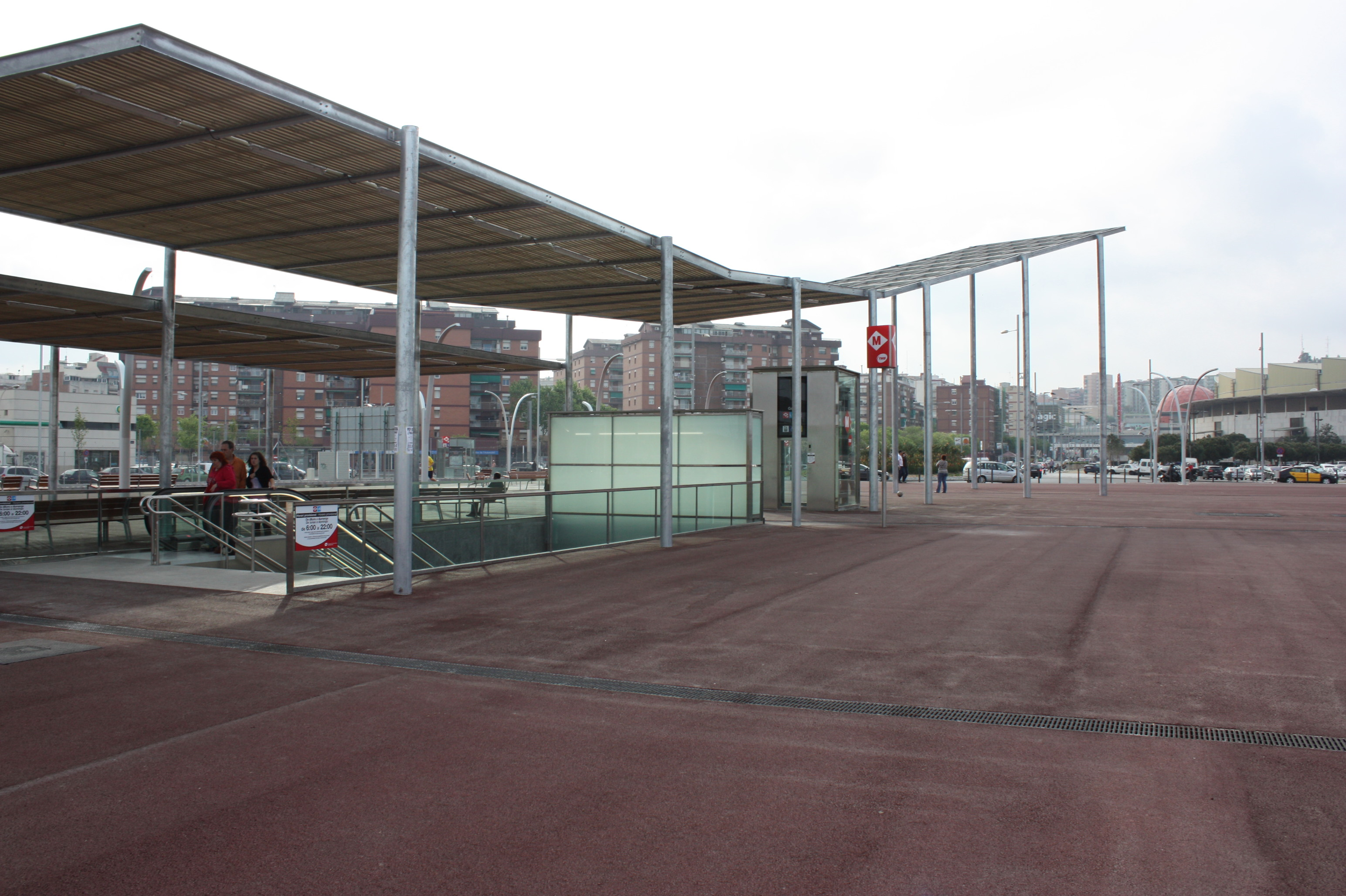
Estació de metro de Gorg

El Gorg és un barri de Badalona (Barcelonès) que forma part del Districte V juntament amb Can Claris, la Mora, Congrés i el Raval. Limita amb els barris de Progrés, Can Claris, la Salut, Congrés, Sant Roc, el Remei i la Mora.

## Població
Amb les dades del padró de 2012, el barri de Gorg té 5.729 habitants, dels quals 2.858 (el 49,9 %) són homes i 2.871 (el 50,1 %) són dones. La població del barri representa al 2,6 % d'habitants de tota la ciutat.

## Toponímia
El nom és d'origen popular i remet a uns aiguamolls que hi havia a la zona, dessecats a mesura que va anar estenent-se l'ocupació humana.

## Història
Les primeres ocupacions del que és actualment el Gorg són d'ençà de mitjan segle xviii, quan uns pescadors van construir les cases a la zona llavors coneguda com el Balomar, autoritzats prèviament per la Intendència, un òrgan de l'administració.
La zona va mantenir la presència d'aiguamolls durant molts anys, però a partir de 1854 les llacunes van començar a ser dessecades, primer convertides en hortes i, posteriorment, en terrenys industrials. Tanmateix, la dessecació total va ser lenta i no es va acabar fins a finals de segle xix. A mesura que avançava la urbanització i es traçaven nous carrers també van anar desapareixent antics camins com el del Mig, que travessava la zona sud-est.
Convertit en un barri industrial, també va ser punt d'acollida de població immigrada. A final de segle xix s'hi van començar a instal·lar canareus, persones d'Alcanar i la seva rodalia, i durant el primer quart de segle XX persones de Múrcia i Almeria. En aquest moment es va obrir el carrer de Tortosa. Ja a la dècada de 1970 s'hi van construir els primers grans blocs de pisos, com el Grup Sant Jaume, de promoció pública, i els del carrer Joaquim Ruyra.
Des del 1998 el barri ha patit una important transformació, arran de la seva inclusió al Pla especial del port de Badalona (PEPB). D'ençà de la construcció de les instal·lacions portuàries, es van canviar els antics usos del sol d'industrial a residencial, cosa que va suposar la reforma de l'antic sector fabril i relligar la traça urbana amb la façana marítima i la via del tren. Un dels nous carrers sorgits va ser la rambla del Gorg.
El pla també inclou la consecució d'un canal navegable des del port que s'endinsi en el barri del Gorg. Aquest pla, aprovat el 2003, ha patit retards a causa de la crisi financera global del 2007-2012. A causa d'això, la construcció va quedar aturada i la mida dels habitatges projectats va disminuir. Actualment, la previsió de construcció del canal és pel 2023, que inclou obres del viaducte del ferrocarril.
El 2021 es van iniciar les obres del Centre d'Atenció Primària del Gorg, previst per atendre no només les necessitats del barri, sinó el creixement demogràfic previst en els pròxims anys.

## Transports
Al barri de Gorg hi ha l'estació de Gorg, un intercanviador ferroviari que enllaça el metro de Barcelona (L2, inaugurada el 1985, i L10, inaugurada el 2010) i el Trambesòs (T5). Està situada a l'avinguda del Marquès de Mont-roig, molt a prop del Pavelló Olímpic de Badalona.